# Міністерство хімічної промисловості Української РСР
Міністерство хімічної промисловості Української РСР — союзно-республіканське міністерство, входило до системи органів хімічної промисловості СРСР і підлягало в своїй діяльності Раді Міністрів УРСР і Міністерству хімічної промисловості СРСР.

## Історія
Створене 23 жовтня 1965 року. Ліквідоване 8 липня 1970 року.

## Міністри хімічної промисловості УРСР
- Вілєсов Геннадій Іванович (1965—1970)
- Авілов Олег Володимирович (1970—1970)